# 阪本奨悟
阪本 奨悟（さかもと しょうご、1993年6月13日 - ）は、日本のシンガーソングライター、俳優。所属事務所はDon-crew。所属レーベルはA-Sketch。過去には、ファッションモデルとして活躍していた。

## 略歴
2007年『ミュージカル テニスの王子様』で4代目・越前リョーマ役を演じ人気を集めた。学業専念及びゆっくり将来の方向性を見極めていきたいという理由から、2011年12月31日にアミューズとの契約を終了した。2012年12月25日、阪本奨悟名義でシンガーソングライターとして再始動。2014年12月27日、シンガーソングライターとして2015年よりアミューズへの復帰を発表。2017年5月31日、A-Sketchより福山雅治プロデュースのシングル『鼻声/しょっぱい涙』でメジャー・デビューを果たす。7月24日、映画『恋と嘘』で、福山雅治のヒット曲『HELLO』のカバーを初の映画主題歌、『恋と嘘〜ぎゅっと君の手を〜』を挿入歌に使用することが発表された。2018年12月13日、劇場版「王室教師ハイネ」に『パラレルな関係』でのOP主題歌を担当を発表。2021年7月20日、同年7月31日を以て、アミューズとの専属契約終了しDon-crewに移籍。

## 人物
奨悟という名前の由来は、「悟」には母親がドラゴンボールの孫悟空が好きで、悟空のようにたくましく育ってほしいという意味を込めており、「奨」の字は、兄の名前にもこの字が入っていて、兄弟仲良くという意味でこの字を使ったという。家族構成は父、母、兄、姉の5人。事務所に入った初仕事はHONDAのCM。学生時代はサッカーに熱中していたサッカー少年。好きな歌手はビートルズ、エド・シーラン、Mr.Children。好きな動物は犬。ぱんくんという名前のメスのビーグルを飼っていた。カラオケで歌う曲はB'z『ultra soul』、ポルノグラフィティ『ハネウマライダー』。趣味・特技はギター。アコースティック・ギター、エレクトリック・ギター、ウクレレ、ブルースハープ、ピアノ、エフェクターと様々な楽器・機器を演奏し音楽の幅を広げている。

## 出演

### テレビドラマ
- 女王の教室スペシャル（2006年3月、日本テレビ）
- カクレカラクリ（2006年9月12日、TBS） - 阿部朋成（幼少） 役
- 恋する日曜日 第3シリーズ 卒業〜春の嘘（2007年、BS-i） - 日村幸樹 役
- ドラマ30 お・ばんざい!（2007年、毎日放送） - 花園桃太郎 役
- 中居正広の金曜日のスマたちへ（2007年6月8日、TBS）- 中村中 役
- 相棒 Season 8 第6話「フェンスの町で」（2009年11月25日、テレビ朝日） - 村越良明 役
- 素直になれなくて（2010年4月 - 6月、フジテレビ） - 松島健太 役
- ハンマーセッション!（2010年7月 - 9月、TBS）- 野島健太 役
- 大河ドラマ 江〜姫たちの戦国〜 （2011年、NHK）- 森力丸 役
- ラヴソング（2016年4月11日 - 6月13日、フジテレビ） - 高橋正志 役
- 痛快TV スカッとジャパン（フジテレビ）
  - 胸キュンスカッと〜自分に打ち勝て!弓道部〜（2017年5月29日） - 上原哲也 役
  - イヤミ課長 部下の行動を時給換算課長（2018年7月30日）
- チョコレート戦争〜朝に道を聞かば夕べに死すとも可なり〜（2020年1月 - 3月、テレビ神奈川 / KBS京都 / 北陸朝日放送）- 工藤通季 役
- 俺の美女化が止まらない!?（2023年4月6日 - 5月25日 、テレビ東京） - 九井恭平/恋々乃 役[8]
- 君とゆきて咲く～新選組青春録～（2024年4月24日 - 9月12日、テレビ朝日）- 土方歳三 役

### 配信ドラマ
- 虹の向こうへ（2010年11月1日、BeeTV）- 江崎藤馬 役
- プレミアムドラマ『あなたの歌が聴きたくて』（2017年6月4日 -、C Channel） - 奨悟 役[注釈 1]
- 配信番組「FHIT MUSIC♪」（2018年2月13日・16日・9日、dTV）

### 映画
- スイッチを押すとき（2011年9月17日） - 小暮君明 役

### ラジオドラマ(声優)
- 師匠シリーズ 2017（2017年8月12日 -、JFN系列） - 僕 役

### テレビアニメ(声優)
- トライナイツ（2019年） - 遥馬理久 役[9]

### 劇場アニメ(声優)
- 劇場版「王室教師ハイネ」（2019年）- ユージン・アレクサンドルヴィチ・ロマーノ 役[10]

### ゲーム (声優)
- ファイアーエムブレム エンゲージ（2023年） - セアダス 役[11]
- ファイアーエムブレム ヒーローズ（2023年） - セアダス 役[12]

### 舞台
- ミュージカル テニスの王子様 - 青学4代目 越前リョーマ 役
  - The Progressive Match 比嘉 feat.立海（2007年12月12日 - 2008年2月11日）
  - Dream Live 5th（2008年5月17日 - 25日）
  - The Imperial Presence 氷帝 feat.比嘉（2008年7月29日 - 11月3日）
  - The Treasure Match 四天宝寺 feat. 氷帝（2008年12月13日 - 2009年1月25日）
  - Dream Live 6th（2009年5月2日 - 10日）
- 音楽舞闘会 黒執事 〜その執事、友好〜（2009年5月28日 - 6月7日、サンシャイン劇場） - シエル・ファントムハイヴ 役
- BLACK PEARL（2010年4月7日 - 11日、新宿紀伊國屋サザンシアター、アミューズ） - 島村勇太 役
- ライブ・インパクト『進撃の巨人』/LIVE IMPACT ATTACK on Titan（公演中止[13]、舞浜アンフィシアター） - アルミン・アルレルト 役[14][15]
- ミュージカル『刀剣乱舞』 - 堀川国広 役
  - 結びの響、始まりの音（2018年3月24日 - 4月1日、日本青年館ホール / 4月8日 - 15日、梅田芸術劇場 メインホール / 4月20日 - 5月6日、TOKYO DOME CITY HALL）
  - 真剣乱舞祭2018（2018年11月24日、サンドーム福井 / 11月27日・28日、日本武道館 / 12月5日・6日、セキスイハイムスーパーアリーナ / 12月11日・12日、大阪城ホール / 12月15日・16日、幕張メッセ国際展示場9･10･11ホール)
  - 歌合 乱舞狂乱2019（2019年11月24日、長野ビッグハット / 11月28日・29日、セキスイハイムスーパーアリーナ / 12月6日・7日、北海きたえーる / 12月12日・13日、福岡国際センター / 12月21日・22日、広島グリーンアリーナ / 2020年1月4日・5日、さいたまスーパーアリーナ / 1月11日・12日、Aichi Sky Expo（愛知県国際展示場）ホールA / 1月15日・16日、大阪城ホール / 1月22日・23日、武蔵野の森総合スポーツプラザ メインアリーナ）
  - 幕末天狼傳2020（2020年9月20日 - 22日、天王洲 銀河劇場 / （北九州・京都公演中止） / 11月13日 - 23日、TOKYO DOME CITY HALL)
  - 真剣乱舞祭2022（2022年5月8日、サンドーム福井 / 5月14日・15日、日本ガイシホール / 5月18日・19日、大阪城ホール / 5月25日・26日、セキスイハイムスーパーアリーナ / 6月4日・5日、西日本総合展示場新館 / 6月9日・10日、広島グリーンアリーナ / 6月15日・16日、幕張メッセイベントホール / 6月22日 - 26日、国立代々木競技場 第一体育館）
  - ㊇ 乱舞野外祭（すえひろがり らんぶやがいまつり）（2023年9月17日- 24日、富士急ハイランド・コニファーフォレスト）[16]
  - 和泉守兼定 堀川国広 山姥切国広 参騎出陣 ～八百八町膝栗毛～（2024年8月11日 - 18日 SkyシアターMBS /2024年8月24日 - 9月1日 TACHIKAWA STAGE GARDEN)
  - 目出度歌誉花舞 十周年祝賀祭（2025年7月29日・30日、東京ドーム）[17]
- 王室教師ハイネ-THE MUSICAL II- - ユージン・アレクサンドルヴィチ・ロマーノ 役（2019年4月11日 - 14日、TOKYO DOME CITY HALL / 4月27日・28日、神戸国際会館こくさいホール）
- ミュージカル「イン・ザ・ハイツ」 - ソニー 役（2021年3月27日・28日、プレビュー公演・鎌倉美術館 大ホール / 4月3日・4日、オリックス劇場 / 4月7日・8日、日本特殊陶業市民会館ビレッジホール / 4月17日 - 26日、TBS赤坂ACTシアター）
- 「池袋ウエストゲートパーク」THE STAGE - 磯貝トモミ 役（2021年6月25日 - 27日、豊洲PIT / 7月1日 - 4日、シアター1010）
- 演劇調異譚「xxxHOLiC」- 四月一日君尋 役
  - 演劇調異譚「xxxHOLiC」（2021年9月17日 - 9月26日、天王洲 銀河劇場 / 10月1日 - 10月3日、京都劇場）
  - 演劇調異譚「xxxHOLiC」 -續-（2023年4月7日 - 16日、天王洲 銀河劇場）
  - 演劇調異譚「xxxHOLiC」-續・再-（2025年1月24日 - 2月9日、シアターH / 2月14日 - 16日、SkyシアターMBS）[18]
- ミュージカル『The View Upstairs-君と見た、あの日-』（2022年2月1日 - 13日、日本青年館ホール、大阪公演中止） - フレディ 役[19][20]
- 『ワールドトリガー the Stage』大規模侵攻編 - ヒュース 役（2022年8月5日 - 14日、品川プリンスホテル ステラボール / 8月19日 - 21日、京都劇場）
- 音楽劇『まほろばかなた』- 高杉晋作 役 （2022年10月28日 - 11月6日、天王洲 銀河劇場）
- 舞台「鬼滅の刃」 - 主演・竈門炭治郎 役[21]〈2代目〉
  - 其ノ肆 遊郭潜入（2023年11月13日 - 19日、メルパルクホール / 12月1日 - 10日、TOKYO DOME CITY HALL）[22]
  - 其ノ伍 襲撃 刀鍛冶の里（2025年4月11日 - 20日、天王洲 銀河劇場 / 4月25日 - 27日、AiiA 2.5 Theater Kobe）[23][24][25]
- ラヴ・レターズ〜2024 New Year Special〜（2024年1月24日、PARCO劇場） - アンディー 役[26]
- 舞台『マイホームヒーロー』（2025年11月13日 - 24日〈予定〉、品川プリンスホテル クラブeX） - 間島恭一 役[27]

### CM
- HONDAインフォマーシャル（2006年）
- プレイステーション3（2007年）
- KDDI企業広告（2007年）
- コーセー エスプリーク エクラ 『いつもと違う私』篇（2016年）

### モデル
- 新潮社 nicola
- ナルミヤ・インターナショナル「BLUE CROSS」（2007年）

### 対バンライブ
- 『Polynesian Maniac! Vol.3』（2012年12月25日、堀江Goldee）
- 『Polynesian Maniac! Vol.4』（2013年2月10日、深江橋アンコールスター）
- 『LATE HAPPY Valentine♪』（2013年2月17日、深江橋アンコールスター）
- 『日曜日から月曜日にかけての憂鬱を吹き飛ばす会』（2013年3月24日、堀江Goldee）
- 『Polynesian Maniac! Festival』（2013年4月3日、心斎橋JANUS）
- 『Stellar Night』（2013年4月28日、ESAKA MUSE）
- 『男の中の男祭り！2発目』（2013年5月12日、深江橋アンコールスター）
- 『ASIA DRAMATIC VOICE』（2013年5月25日、梅田アムホール）
- 『MUSE SMOOTHIE #1』（2013年7月26日、OSAKA MUSE）
- 『Sensation』（2013年8月16日、KYOTO MUSE）
- 『United Melody -VARIT.9th Anniversary-』（2013年8月28日、神戸VARIT.）
- 『Sscret☆orquesta』（2013年9月1日、ESAKA MUSE）
- 深江橋アンコールスター3周年記念祭 100人限定☆『今年もスーパースター集めました♪』（2013年11月9日、深江橋アンコールスター）
- 『MUSE SMOOTHIE #3 〜Acoustic edition〜』（2013年11月22日、OSAKA MUSE）
- 『Free Aqua Butterfly 1st ALBUM『FAB』発売記念3MAN LIVE』（2013年11月28日、Ash OSAKA）
- 『MUSE SMOOTHIE #5 〜E-Yo!〜』（2013年12月12日、OSAKA MUSE）
- 『Polynesian Maniac!! 2014**』（2014年1月16日、心斎橋JANUS）
- 『MUSE SMOOTHIE #6 〜USOjanaiyoHONTOdayo〜』（2014年4月1日、OSAKA MUSE）
- 『Write the Future』（2014年4月8日、TSUTAYA O-WEST）
- 『男の中の男祭り Vol.3』（2014年5月11日、深江橋アンコールスター）
- O-WEST「Take Off!!」（2015年6月3日、TSUTAYA O-WEST）
- shibuya 7th FLOOR「Sing and Play」（2015年6月8日、TSUTAYA O-WEST）
- O-WEST「〜EMOTIONAL PARADE〜」（2015年6月30日、TSUTAYA O-WEST）
- Amuse Fes 2015 BBQ in つま恋〜僕らのビートを喰らえコラ!〜（2015年7月19日、つま恋多目的広場、アミューズ）[28]
- OSAKA MUSE「MUSE Smoothie#8」（2015年7月24日、OSAKA MUSE）
- O-WEST「〜turn of mind〜」（2015年8月4日、TSUTAYA O-WEST）
- トアロード・アコースティック・フェスティバル 2016（2016年4月17日、神戸VARIT. / BO TAMBOURiNE CAFE / niji cafe／ARTRIUM / スポルテリア / nomadika / 北野工房のまち）
- チャリウッド2016 〜ちゃやまち大航海時代!幕明け〜（2016年5月14日、NU茶屋町）
- デリシャカス2016 GOURMET & SPORTS（2016年7月20日、赤坂サカス）
- 音霊 OTODAMA SEA STUDIO 2016 -OVER THE HORIZON 2016（2016年7月31日、由比ヶ浜）
- SUNSTAR presents J-WAVE LIVE SUMMER JAM 2016（2016年8月20日、国立代々木競技場第一体育館 J-WAVE LIVE）
- Music Resort うたたね 2016 しまなみ（2016年9月3日、みろくの里ツネイシフィールド特設ステージ）
- Slow LIVE'16 in 池上本門寺（2016年9月4日、池上本門寺）
- メ〜テレ秋まつり 2016（2016年9月25日、久屋大通公園 久屋広場 特設ステージ）
- Date fm MEGA★ROCKS 2016（2016年10月1日、タワーレコード 仙台パルコ店）
- JANUS Unplugged（2016年10月6日、心斎橋Music Club JANUS）
- FM802 MINAMI WHEEL 2016（2016年10月10日、hills パン工場）
- IKSPIARI Christmas Special Live（2016年11月26日、イクスピアリ）
- 078Kobe（2017年5月6日、みなとのもり公園）
- SAKAE SP-RING 2017（2017年6月3日、DIAMOND HALLなど他15会場）
- Amuse Fes in MAKUHARI 2017 - rediscover -（2017年6月4日、幕張メッセ、アミューズ）
- さくらんぼの祭典 スペシャルイベント『チェリフェス!』（2017年6月11日、最上川ふるさと総合公園）
- アミューズ株主総会 ライブパフォーマンス（2017年6月25日、両国国技館）
- KOBE Goodies Collection VARIT. 13th Anniversary（2017年7月6日、神戸VARIT）
- 篠島フェス2017 supported by ZIP-FM（2017年7月17日、芝生広場・サンサンビーチなど篠島一帯）
- みんなの夢大陸マイナビステージ（2017年7月22日、フジテレビ本社屋1F広場）
- WEST GIGANTIC CITYLAND 2017（2017年8月6日、舞洲スポーツアイランド）
- SPACE SHOWER SWEET LOVE SHOWER 2017（2017年8月27日、山中湖交流プラザ きらら）
- 24th ANNIVERSARY ZIP AUTUMN SQUARE（2017年9月30日、久屋大通公園 久屋広場 特設ステージ）
- おかやま国際音楽祭 2017 FM岡山公開録音 CRED Heart Beat Live（2017年10月1日、クレド岡山 1Fふれあい広場）
- FM802 MINAMI WHEEL 2017（2017年10月7日、Live House Pangea）
- エドガー・サリヴァン Presents "Music Harvest Festival" 〜渋谷の秋、音楽大収穫祭〜 supported by 渋谷のラジオ（2017年10月10日、LIVE MUSIC CLUB"LUSH"）
- LisOeuf♪ Party 2017 - AUTUMN -（2017年11月4日、日本青年館ホール）
- BREAK OUT presents THE DAY（2017年11月18日、Zepp Tokyo）
- A★JAM vol.1（2018年7月21日、KT&G Sangsang_madang、韓国）
- ようこそ!!ワンガン夏祭りTHE ODAIBA 2018めざましサマーライブ （2018年8月13日、フジテレビ本社屋1Fフジテレビ広場THE ODAIBAマイナビステージ）
- 「OTOKOMAEフェス」（2024年1月17日、国立代々木競技場第一体育館）

### ワンマンライブ
- 『THIS IS ME』（2013年6月15日、club MERCURY）
- 『THIS IS ME -vol.2-』（2013年9月13日、BIG CAT）
- 『〜待たせた! TOKYOooooooo!!〜』（2014年2月15日、初台DOORS）
- 『東名阪&レコ発ワンマン『Simple」TOUR 2014』（2014年6月8日、OSAKA MUSE / 6月14日、新横浜NEW SIDE BEACH!! / 6月15日、名古屋ハートランドスタジオ）
- 阪本奨悟ワンマンLIVEシリーズ
  - 2015年
    - 『STARTING OVER』（東京公演：2015年4月3日、TSUTAYA O-Crest / 大阪公演：2015年4月13日、アメリカ村DROP、アミューズ）[29]
    - 『STARTING OVER vol.2』（大阪公演：2015年5月25日、アメリカ村DROP / 東京公演：2015年5月27日、TSUTAYA O-Crest、アミューズ）
    - 『STARTING OVER vol.3』（大阪公演：2015年6月21日、梅田Zeela / 東京公演：2015年6月24日、TSUTAYA O-Crest、アミューズ）
    - 『STARTING OVER vol.4』（2015年10月12日、Shibuya eggman、アミューズ）
    - 『STARTING OVER vol.5』（大阪公演：2015年12月25日、OSAKA MUSE / 東京公演：2015年12月28日、Mt.RAINIER HALL、アミューズ）

  - 2016年
    - 『Fly 〜a take-off roll〜』（大阪公演：2016年8月13日、南堀江knave / 東京公演：2016年8月27日、原宿Astro Hall、アミューズ）
    - 『 〜ささやかだけど感謝を込めて〜』（2016年12月11日、アミューズ）

  - 2017年
    - 『Predawn 〜君の鼻声と僕のしょっぱい涙〜』（東京公演：2017年4月8日、原宿Astro Hall / 大阪公演：2017年4月16日、南堀江knave、アミューズ）

  - 2018年
    - 『KNOT 〜ぎゅっと僕らの結び目を〜』（2018年1月14日、duo MUSIC EXCHANGE、アミューズ）
    - 『SPROUT 〜綿毛の宴〜』（大阪公演：2018年8月4日、ABCホール / 名古屋公演：25日、SPADE BOX/ 東京公演：9月1日、Mt.RAINIER HALL SHIBUYA PLEASURE PLEASURE / 東京追加公演：29日、ラフォーレミュージアム原宿、アミューズ）
    - 『聖夜に音返し Xmas Special LIVE』（2018年12月25日、ニコファーレ）

  - 2019年
    - 『X -cross- 〜心のアンサンブル〜』(東京公演：2019年5月17日、ヒューリックホール東京/ 名古屋公演：25日、ボトムライン / 大阪公演：26日、松下IMPホール、アミューズ）
    - ARIKA Presents"『阪本奨悟XmasスペシャルLIVE2019 〜無限の感謝を込めて〜』(2019年12月24日、日本橋三井ホール ファンクラブ会員限定ライブ、アミューズ）

  - 2021年
    - 『=∞』（2021年7月27日、 恵比寿LIQUIDROOM、アミューズ）

  - 2022年
    - 『Re :Starting Over』（2022年4月10日、日本橋三井ホール、Don-crew）
    - 『Xmasダンス』（2022年12月25日、品川インターシティーホール、Don-crew）

  - 2023年
    - SAKAMOTO SHOGO Anniversary Live 『３０×３０』（2023年6月17日、大手町三井ホール、Don-crew）

  - 2024年
    - 阪本奨悟ワンマンライブ（大阪公演：2024年2月4日、梅田シャングリラ、東京公演：2024年2月11日、日本橋三井ホール、Don-crew）
    - 阪本奨悟 ONE-MAN LIVE Fall 2024「Fall in Music」（ 東京公演：2024年11月4日、品川インターシティホール　大阪公演：2024年11月10日、梅田シャングリラ、Don-crew）

  - 2025年
    - 阪本奨悟 ONE-MAN LIVE 2025「Make Lemonade」〈予定〉(埼玉公演：2025年9月14日、HEAVEN’S ROCKさいたま新都心 VJ-3　大阪公演：2025年9月15日、Music Club JANUS　東京公演：2025年9月20日、下北沢シャングリラ、Don-crew）

### イベント
- 阪本奨悟 バースデーイベント（2009年6月13日、アミューズ）
- Amuse presents『THE GAME 〜Boy's Film Show〜』（2009年8月14日 - 2009年8月16日、アミューズ）
- 半生執事〜舞台「黒執事」鑑賞会〜（2009年10月10日、10月31日、11月1日）
- Amuse presents SUPER ハンサム LIVE 2009 ♂男 da 男!!♂（2009年12月29日、12月30日、アミューズ）
- 阪本奨悟 sing!3 2010（2010年2月13日、アミューズ）
- 阪本奨悟 バースデーイベント 〜17seventeen〜（大阪公演：2010年6月12日、東京公演：6月13日、アミューズ）
- Amuse presents『THE GAME 〜Boy's Film Show〜』（東京公演：2010年8月2日 - 8月4日、大阪公演：8月13日 - 8月15日、アミューズ）
- 阪本奨悟 Fanmeating in SEOUL（2013年11月17日）
- 阪本奨悟 活動1周年記念&Xmasミニイベント（2013年12月26日、スポニチプラザ大阪）
- Amuse presents SUPER ハンサム LIVE 2014（2014年12月27日 / パシフィコ横浜 国立大ホール、アミューズ）
- 阪本奨悟 Instore Special Live（2015年8月1日、モラージュ菖蒲、アミューズ）[30]
- 2015年阪本奨悟 学園祭 LIVE 
  - 10月17日、東北学院大学土樋キャンパス六軒丁祭
  - 10月18日、松本大学・松本大学松商短期大学部 梓乃森祭
  - 11月3日、東京女子体育大学・東京女子体育大学短期大学 第53回藤園祭
  - 11月15日、昭和女子大学 秋桜祭

- 2016年 ミニライブ&CD発売会『〜全国阪本化計画〜 @モールLIVE編』
  - 4月23日、イオンレイクタウンkaze
  - 4月30日、アーバンドック ららぽーと豊洲
  - 5月1日、モラージュ菖蒲
  - 5月5日、流山おおたかの森S・C
  - 5月21日、タワーレコード ららぽーと立川立飛店
  - 5月28日、モリタウン
  - 6月4日、タワーレコード セブンパークアリオ柏店
  - 6月11日、アリオ蘇我 サンコート広場
  - 6月18日、西武本川越ペペ
  - 6月24日、イオンタウン守谷
  - 6月29日、タワーレコード NU茶屋町店
  - 7月1日、タワーレコード 名古屋近鉄パッセ店
  - 7月2日、HMV三宮VIVRE
  - 7月3日、タワーレコード 難波店
  - 7月9日、バンダレコード ららぽーと海老名店
  - 7月10日、イオンスタイル湘南茅ヶ崎
  - 7月16日、タワーレコード 渋谷店
  - 7月17日、タワーレコード大津店・タワーレコード京都店
  - 7月18日、イオンモール福津
  - 8月14日、イオン広島府中店
  - 9月17日、イオンモール日の出、アミューズ
- 横浜家系ラーメン祭2016（2016年07月16日、横浜赤レンガ倉庫イベント広場B）
- FM FUKUOKA SUPER RADIO MONSTER ラジ★ゴン（2016年7月18日、イオンモール福津、公開生放送）
- 渋谷のラジオの学校プレゼンツ！集まれ野武士フェスティバル‼〜渋ラジSOUL 2016 夏の陣〜（2016年08月11日、恵比寿 ザ・ガーデンホール）
- 2016年 『〜全国阪本化計画〜 ＠学園祭編」
  - 10月8日、摂南大学 摂大祭
  - 10月9日、大阪成蹊大学 笑顔満祭
  - 10月22日、筑波学院大学 第26回KVA祭
  - 10月23日、新島学園短期大学 襄祭
  - 10月30日、千葉商科大学 瑞穂祭
  - 11月2日、明治学院大学 16白金祭
  - 11月3日、東京女子体育大学 第54回藤園祭〜歩夢〜
  - 11月12日、聖路加国際大学 白楊祭
  - 11月13日、昭和女子大学 秋桜祭
  - 11月20日、広島女学院大学 あやめ祭
- 2017年『〜全国阪本化計画〜 @モールLIVE編 2017 春』
  - 3月18日、バンダレコード ららぽーと海老名店
  - 3月20日、流山おおたかの森S・C
  - 3月25日、アース・アワー2017 in ヨコハマ
  - 4月9日、ニットモール埼玉
  - 4月22日、バンダレコード ららぽーと海老名店
  - 4月23日、上尾ショーサンプラザ
  - 4月29日、イオンタウン守谷
  - 4月30日、イオンスタイル湘南茅ヶ崎
  - 5月4日、2017ひろしまフラワーフェスティバル
- TVアニメ『王室教師ハイネ』スペシャルイベント『はじめまして ハイネ先生』（2017年4月2日、ニューピアホール、エイベックス・ピクチャーズ）
- マイナビ GirlsAward 2017 SPRING/SUMMER（2017年5月3日、国立代々木第一体育館）
- 2017年『〜全国阪本化計画〜 @ここからがPredawn編』
  - 5月5日、タワーレコード梅田NU茶屋町店
  - 5月6日、タワーレコード新宿店
  - 5月12日、アニメイト新宿店
  - 5月17日、アニメイト秋葉原店
  - 5月20日、ららぽーと立川立飛
  - 5月21日、セブンパークアリオ柏
  - 5月28日、ららぽーと新三郷
  - 5月30日、タワーレコード渋谷店
  - 6月3日、新星堂イオンモール名古屋みなと店、アミューズ
- 東北楽天ゴールデンイーグルス 対 埼玉西武ライオンズ戦 始球式 &『花火と音楽のスペクタクルショー』（2017年7月8日、Koboパーク宮城）
- 写真展「ねこカレ」（2017年8日11日 - 8月27日 吉祥寺PARCO 7Fイベントスペース）
- 2017 Comic Exhibition（2017年8月12日、世貿中心展覧一館）
- ウエコレ コンセプトウェディングイベント 2017-2018 Autumn & Winter（2017年8月26日、東京国際フォーラム）
- 『2017秋〜全国阪本化計画〜 @モールLIVE編』
  - 9月9日、イオンモール八千代緑が丘
  - 9月10日、大宮アルシェ
  - 9月16日、流山おおたかの森S・C
  - 9月23日、アリオ川口
  - 9月24日、イオンモール船橋
  - 10月8日、KUZUHA MALL 南館ヒカリノモール
  - 10月9日、HMVグランフロント大阪、アミューズ
- 東海ラジオ 大感謝祭2017 〜進化するラジオ〜（2017年9月18日、オアシス21 銀河の広場）
- 映画『恋と嘘』初日舞台挨拶2017年10月14日、TOHOシネマズ新宿・TOHOシネマズ川崎）
- ムック本『ねこカレ』阪本奨悟トーク & SPライブイベント（2017年10月15日、福岡パルコ）
- 阪本奨悟2ndシングル リリース記念 〜恋と嘘 ぎゅっと君の手を〇〇しちゃうぞ!!スペシャル〜（2017年10月18日、タワーレコード渋谷店、アミューズ）
- 2017年『〜全国阪本化計画〜 @ぎゅっと君の手を編』
  - 10月18日、タワーレコード渋谷店
  - 10月21日、ららぽーと横浜
  - 10月22日、ららぽーと甲子園・HMV三宮VIVRE、アミューズ
- 第54回 KVA祭（2017年11月12日、東京家政学院大学 町田キャンパス）
- 東京スカイツリークリスマスラブソングライブ（2017年12月15日、東京スカイツリー）
- ミュージカル『テニスの王子様』Dream Live 2018（2018年5月20日、横浜アリーナ）
- 2018年「全国阪本化計画〜綿毛を届けに編〜」
  - 7月14日、ラゾーナ川崎
  - 7月15日、タワーレコード名古屋近鉄パッセ店
  - 7月16日、HMVグランフロント大阪店内イベントスペース
- FLUFFY HOPE パネル展（2018年7月24日 - 30日、タワーレコード新宿店）
- 「ミュージカル『刀剣乱舞』ラジオ」公開収録（2018年8月27日、ニッポン放送イマジンスタジオ）
- 2018年、写真集「ただいま。」発売記念イベント
  - 10月14日、福家書店サブナード店
  - 11月24日、アニメイト福井
  - 11月29日、グランデ神保町
  - 12月13日、アニメイト大阪日本橋O.N.Sイベントホール
- 「阪本奨悟のStreet Radio Show」公開録音（2019年1月5日、イオンモール神戸南1階みなとコート）
- 2019劇場版「王室教師ハイネ」舞台挨拶付上映会
  - 2月16日・23日、新宿バルト9・横浜ブルク13・川崎チネチッタ
  - 2月17日、シネ・リーブル池袋・MOVIXさいたま
- 「AnimeJapan2019」（2019年3月23・24日 東京ビッグサイト）
- トライナイツ 放送直前スペシャルトークショー（2019年7月30日、日本テレビ超汐留パラダイスステージ）
- 2019年、「全国阪本化計画 」〜3rd Single「無限のトライ」発売記念ミニライブ&特典会〜
  - 9月21日、ららぽーと豊洲
  - 9月29日、ラゾーナ川崎
  - 10月12日、アスナル金山（中止）
  - 10月13日、あべのキューズモールスカイコート
  - 中止代替2020年1月13日、タワーレコード名古屋パルコ店）
- ラグビーワールドカップ2019 TM ファンゾーン in 東京（2019年9月21日、東京スポーツスクエア）
- 第二回生徒総会「チョコレート戦争〜二兎を追うものは一兎をも得ず〜」（2020年2月8日、DMM.com本社イベントスペース）
- 「オダイバ!!超次元音楽祭 ハッピーバレンタインフェス2021」（2021年2月13日、ぴあアリーナMM）- 刀剣男士 堀川国広 役
- 映画『リョーマ！The Prince of Tennis 新生劇場版テニスの王子様』舞台挨拶（2021年9月11日、TOHOシネマズ六本木ヒルズ）
- Japan Musical Festival 2022（2022年1月28日、LINE CUBE SHIBUYA）
- 「大平峻也 28th Birthday Event ～2828しててもいっ峻也～」（2022年3月12日、東京証券会館ホール）
- 『黒羽麻璃央 29th Birthday Party』（2022年7月17日、よみうり大手町ホール）
- 『小南光司 FANMEETING 2022』（2022年9月11日、R’sアートコート）
- ジャンプフェスタ2024（2023年12月16日、幕張メッセ国際展示場）
- 阪本奨悟2024年カレンダー＆CD「HOME RECORDING 5」発売記念イベント（2023年12月17日、渋谷HMV＆BOOKS SHIBUYA、2023年12月23日、心斎橋HMV＆BOOKS SHINSAIBASHI)
- 君ゆき夏祭り新章スタート記念会見イベント（2024年7月24日、テレビ朝日・六本木ヒルズ 夏祭り SUMMER STATION）
- ネルケプランニング30th ANNIVERSARY『ネルフェス2024』（2024年8月20日、日本武道館）
- 阪本奨悟2025年カレンダー&CD『おせっかい・PURPLE NIGHT (インストロメンタル)』発売記念イベント（2024年9月14日、渋谷HMV&BOOKS SHIBUYA 2024年9月16日、心斎橋HMV&BOOKS SHINSAIBASHI ）
- 「加藤大悟 BIRTHDAY EVENT 2024 #だいごの日」（2024年9月23日、日経ホール）
- ジャンプフェスタ2025（2024年12月21日、幕張メッセ国際展示場）
- 君とゆきて咲くファイナルイベント冬の宴（2024年12月22日、EXシアター六本木）
- SING SHOW DOWN 〜年代別ベストヒットカラオケバトル〜（2025年10月13日〈予定〉、COMTEC PORTBASE）[31]
- 演劇調異譚「xxxHOLiC」 -續・再-Blu-ray リリースイベント （2025年10月19日〈予定〉、 都内某所）
- 有澤樟太郎 10th Anniversary Concert ～ARIPA!! 2025～（2025年10月25日〈予定〉、ニッショーホール）

### テレビ
- 2016

Geroの恋するコミックナイト〜月曜日のランデヴー〜（9月26日 FOD）
- 2017

スペシャのヨルジュウ♪（6月6日、スペースシャワーTV） めざましテレビ（9月26日、フジテレビ）
Seiko presents Sound Inn“S”（9月16日、BS-TBS） BREAK OUT（10月11日、テレビ朝日系）
SPACE SHOWER SWEET LOVE SHOWER 2017フジテレビNEXT ver.（12月7日、フジテレビNEXT他）BREAK OUT（12月20日、テレビ朝日系）
- 2018

BREAK OUT（7月5日、テレビ朝日系）めざましテレビ（7月16日、フジテレビ）スペシャのヨルジュウ♪（7月23日、スペースシャワーTV）
BREAK OUT（7月25日、テレビ朝日系）ミテ☆コレ（7月27日、テレビ長崎）JUNKBOX（7月27日王、長崎文化放送）
ミッドナイトシャッフル（7月27日、IBC岩手放送）Love music （7月30日、フジテレビ）MUSIC WOLF TV（7月30日、長崎放送）
Kingspe-E（7月31日、鹿児島放送） SOUND STEADY（8月6日、熊本放送）AIR（8月7日、長崎国際テレビ）
めざましテレビ（8月15日、フジテレビ）阪本奨悟 ワンマンLIVE 2018 『SPROUT 〜綿毛の宴〜』（9月29日、MUSIC ON! TV 生放送）
NHK WORLD-JAPAN presents SONGS OF TOKYO（11月17日、NHKワールドTV、2019年1月5日、NHK、7月15日・22日、NHK BS4K） - 刀剣男士 堀川国広 役第69回NHK紅白歌合戦（12月31日、NHK） - 刀剣男士 堀川国広 役 CDTVスペシャル!年越しプレミアライブ2018→2019（12月31日、TBS）- 刀剣男士 堀川国広 役
- 2019

Club AT-X WSB 〜ワールド シークレット ベース〜（1月26日、AT-X）あにレコTV（2月11日、テレビ東京）
スッキリ（7月5日、日本テレビ）バゲット（7月30日、日本テレビ）
東京暇人（8月24日、日本テレビ系）アニソンラバーズ（10月6日、BSフジ）
バズリズム02（10月12日、日本テレビ系）
amp（10月22日、鹿児島読売テレビ）
- 2022

2.5次元ナビ! #66（9月26日、日テレプラス）
- 2023

音楽劇『まほろばかなた』（3月18日、時代劇専門チャンネル )ひるパ！土曜はゆるっとホームパーティー（4月1日、テレビ東京）
- 2024

BREAK OUT（2014年7月4日、テレビ朝日系）

### インターネット配信
- 2014

トリプル・ゾーン（4月30日ゲスト出演、ニコニコ生放送）
- 2015

阪本奨悟レギュラー番組『STARTING OVER（仮）』（3月20日 -、STOLABO TOKYO USTREAM）
「BBQ SUMMIT 2015 第4回」（6月18日、ニコニコ生放送）
- 2017

TVアニメ「王室教師ハイネ」ニコ生特番 〜王子だらけのティーパーティー〜 （5月31日、ニコニコ生放送）
「阪本奨悟「恋と嘘 〜ぎゅっと君の手を〜 / HELLO」2ndシングルリリース特番」 （10月13日、ニコニコ生放送）
- 2018

「阪本奨悟がニコ生をはじめるらしい。(仮)」（1月11日、ニコニコ生放送）
レギュラー番組「阪本奨悟の音返し」（2018年2月1日- 2021年8月25日 ニコニコ生放送）
「阪本奨悟 1st Album「FLUFFY HOPE」リリース特番！ラゾーナ川崎プラザイベント中継」（7月14日、ニコニコ生放送）
オーイシ✕加藤の「ニコ生☆音楽王」第40回 （7月25日、ニコニコ生放送）Talk Time KAZUKI KATO（12月15日、dTVチャンネル）
2.5次元 噂のニコメン情報局 #5 （12月20日、ニコニコ生放送）黒羽麻璃央の僕ん家おいでよ ＃11 （12月23日、ニコニコ生放送）
阪本奨悟「聖夜に音返し Xmas Special LIVE」(12月25日、ニコニコ生放送）
- 2019

「朝ごはん男子」#13 (3月3日、LINE LIVE)阪本奨悟ワンマンツアー独占生中継 「X -cross- 〜心のアンサンブル〜」（2019年5月26日、ニコニコ生放送）
- 2020

「刀剣乱舞-ONLINE-」五周年記念「刀剣乱舞 大演練〜控えの間〜」（8月11日、DMM）
インターネットラジオ「有澤樟太郎のあさステ！」（10月5日・12日、文化放送）
2ndアルバム「=+」発売記念オンラインサイン会（10月12日、Meeup/10月20日、タワーレコード /11月7・8日、Meeup）
- 2021

「阪本奨悟-音ライン」（8月23日 - OPENREC.TV）「一夜限りの阪本奨悟 Acoustic Year-end」（12月27日、OPENREC.TV）
- 2023

SAKAMOTO SHOGO Anniversary Live 『３０×３０』（6月17日、OPENREC.TV）

### ラジオ
- 2014

MBSうたぐみ U.K.BEAT FLYER（5月19日、MBSラジオ）
- 2016

渋谷のラジオの学校（4月7日 - 2020年9月24日、渋谷のラジオ）モーモータウンレディオ（6月23日、bayfm）
楽器楽園〜ガキパラ〜 for all music-lovers（6月24日、文化放送）Skyrocket company（7月12日、TOKYO FM）
SUPER RADIO MONSTER ラジ★ゴン（7月18日、FM FUKUOKA）TOKYO REAL-EYES（8月19日、J-WAVE）
- 2017

OH! HAPPY NEW YEAR 2017（1月2日、JFN系列）PEEPS!（3月28日、ZIP-FM 77.8MHz）
渋谷のラジオの学校 1周年記念特別番組『1周年です、ハチ公前広場から、渋谷のラジオ 87.6MHz』（4月1日、渋谷のラジオ）
阪本奨悟のStreet Radio Show（4月1日 -2019年9月30日、JFN系列）下埜正太のショータイムレディオ（4月15日、ABCラジオ）
高岡美樹のべっぴんラジオ（5月22日、ラジオ大阪）Kiss Music Presenter（5月22日、Kiss FM KOBE）
カフェイン11（5月22日、bayfm）LOVE FLAP（5月23日、FM OH!）charge!（5月23日、e-radio）
正岡省吾のRADIO MONSTER（5月27日、南海放送ラジオ）Happy Hour!（2017年5月31日、InterFM897）
FESTIVAL OUT（2017年6月1日、TOKYO FM）FRIDAY GOES ON! 〜あっ、それいただきっ!〜（2017年6月2日、JFN系列）
楽器楽園〜ガキパラ〜 for all music-lovers（2017年6月2日、文化放送）Morning Brush（2017年6月12日、Date fm）
松田LOCKS!（2017年7月4日、TOKYO FM）「TACTY IN THE MORNING」（2017年8月14日、FM802）
Day by Day（2017年10月2日、JFN系列）おひるま協同組合（2017年10月5日、K-mix）
NEXT JAM（2017年10月5日、@FM）DAYS!?（2017年10月24日、HFM）
TOP OF THE MORNING（2017年10月25日、LOVE FM）GOW!!（2017年10月25日、FM福岡）
- 2018

ミュージカル『刀剣乱舞』ラジオ（ニッポン放送）4月8日・15日、9月17日・24日2019年1月20日・27日
Coziness（7月23日、FM山口）Spicy voxx（7月24日、FM長崎） LINK（7月25日、FM愛媛）T-Joint（7月25日、FM徳島） カモ☆れでぃ★Night!（7月25日、FM愛媛）
TACTY IN THE MORNING（年7月25日、FM802）OH! HAPPY MORNING（7月25日、JFN系列）MUSIC BREAK（7月25日、FM滋賀）smile select（7月26日、FM長崎）
TEEN’S RADIO ラジ充っ!（7月27日、FM徳島）Music Line （7月27日、NHK-FM）ただいま、ラジオ（7月27日、ラジオ佐賀）
ミュージック・イン・ランチボックス （7月27日、西日本放送）楽器楽園〜ガキパラ〜 for all music-lovers（7月27日、文化放送） Action! （7月28日、FMFUJI）
SATURDAY NIGHT Flare（7月28日、宮崎放送）SUPERFINE SUNDAY（7月29日、FM802）BRAND-NEW TUNE（7月29日、82.5FM NORTH WAVE）
CHANGE（7月30日、FM佐賀）ガッツ da レディオ!（7月30日、FM山陰）Charge-up RADIO（7月30日、FM大分）
LOVE FLAP（8月1日、FM OH!）NAOTOな夜（8月2日、MBSラジオ）Twilight Pavement（8月2日、岡山FM）MAST Presents奥華子 Room No.875（8月4日、TOKYO FM）
HFM MUSIC VOICE（8月7日、広島FM）PEEPS!（8月7日、ZIP-FM）Happy Hour!（8月8日、InterFM897）風とロック （8月12日、JFN系列）
RADI-MOTT（8月16日 エフエム青森）⋅J・POPファクトリー（8月31日、FMとやま）WEAVERのMUSIC BELIEVER!!（9月2日、FM愛媛）
- 2019

なな→きゅう（7月31日、文化放送 コメント出演） ONE MORNING（8月5日、TOKYO FM）
Blue Ocean（9月23日、TOKYO FM ）刀剣乱舞2.5ラジオ（10月6日・13日、ニッポン放送）TACTY IN THE MORNING（10月15日 FM802 コメント出演）
SUPERFINE SUNDAY（10月20日 FM802 コメント出演）サブカルキングダム（10月27日、ZIP-FM77.8）
歌え!土曜日 Love Hits （10月28日、NHKラジオ第1放送）MUSIC WOLF（10月29日、NBC長崎放送）
- 2020

なな→きゅう（7月13日・10月7日、文化放送） SUPERFINE SUNDAY（7月19日、FM802 リモート出演） Music Line （10月19日、NHK-FM）
- 2021

SONAR MUSIC（7月6日、J-WAVE リモート出演）

### 書籍･雑誌
- 2008～2011

Cool-Up 2008年 06月号 （2008年4月26日、音楽専科社）CAST-PRIX ZERO VOL.4 （2009年4月3日、グライドメディア）
阪本奨悟 ファースト写真集『しょーご。』（2009年6月11日、学研） Sparkle・3 MEDIABOYムック（2009年8月3日、メディアボーイ）グッカム VOL.13 TVガイド特別編集 （2009年12月、東京ニュース通信社） Cool-up 2010年3月号 （2010年1月27日、音楽専科社）
LOOK at STAR! 2010年5月号 （2010年3月27日、学研）awesome!（2010年5月15日、シンコーミュージック・エンタテイメント）
「JUNON」2010年9月号 （2010年7月23日、主婦と生活社） VISUAL BOY BRUSH Vol.9 2010年9月号（2010年7月26日、アスキー・メディアワークス）
「イノセント -天使のような-透明感あふれる、天使系男子の写真館 学研ムック」（2011年3月11日、学研）
- 2016

「ピクトアップ」2016年5月号 （月18日、ピクトアップ）「B-PASS」2016年6月号 （4月27日、シンコーミュージック・エンタテイメント）
「＋act.」2016年6月号 （5月12日、ワニブックス）「CUT」2016年6月号 （5月19日、ロッキング・オン）
「mina」2016年7月号 （5月20日、主婦の友社）「ダ・ヴィンチ」2016年7月号 （6月6日、KADOKAWA）
「WiNK UP」2016年7月号 （6月7日、ワニブックス）「月刊Songs」2016年7月号 （6月15日、ドレミ楽譜出版社）
「JUNON」2016年8月号 （6月23日、主婦と生活社）「B-PASS」 2016年8月号 （6月27日、シンコーミュージック・エンタテイメント）
「with」2016年8月号 （6月28日、講談社）「B-PASS」連載「SHOGO'S FILTER」（2016年10月号 - 2018年9月号、シンコーミュージック・エンタテイメント）「Mart」2017年1月号 （11月28日、光文社）
- 2017

週刊女性（3月14日、主婦と生活社） 「月刊サイゾー」2017年4月号 （3月18日、サイゾー）「＋act.」2017年5月号 （4月12日、ワニブックス）「awesome!」Vol.20 （4月24日、シンコーミュージック・エンタテイメント）
「Sparkle」Vol.30 （4月26日、メディアボーイ）「CanCam」2017年11月号 （9月23日、小学館）「ねこカレ」（8月11日、TCエンタテインメント）
- 2018

JUNON 2018年3月号 （1月23日、主婦と生活社）「spoon.2Di Actors vol.7 表紙巻頭特集 ミュージカル『刀剣乱舞』〜結びの響、始まりの音〜」（3月17日、KADOKAWA）「B's-LOG」2018年5月号 （3月20日、KADOKAWA）「オトメディアステミュ Vol.7 」2018年04月号 （4月6日、学研）
「ダ・ヴィンチ2018年8月号」（ 7月6日、KADOKAWA）「JUNON」2018年9月号 （7月21日、主婦と生活社）
「B-PASS」2018年9月号 （7月27日、シンコーミュージック・エンタテイメント）「＋act.」2018年9月号 （8月10日、ワニブックス）
「CanCam」2018年10月号 （8月 23日、小学館）阪本奨悟 セカンド写真集「ただいま。」(10月10日、講談社）
「Myojo」2018年12月号 （10月23日、集英社）「ViVi」2018年12月号 （10月23日、講談社）
「Audition blue」2018年12月号 （11月1日、白夜書房）「With」2019年1月号 （11月28日、講談社）
「TVガイドStage Stars」vol.4 （12月26日、東京ニュース通信社）「VOICE ザ・ムービー 2019年1月号増刊」（12月29日、ジャパンプリント）
- 2019

「CUT」2019年2月号 （1月19日、ロッキング・オン）「Stagefan Vol.4 (MEDIABOY MOOK)」（1月26日、メディアボーイ）
「アニメディア」2019年3月号 （2月10日、学研）「アニメージュ」2019年3月号 (2月10日、徳間書店）
「月刊Gファンタジー」 (2月18日、スクウェア・エニックス）「Audition blue THE Stage」 (3月18日、白夜書房）
「ボイスニュータイプNo.071」 (3月25日、KADOKAWA）「W! VOL.22 阪本奨悟 完全SPECIAL（廣済堂ベストムック）」（4月15日、廣済堂出版）
ミュージカル『刀剣乱舞』 〜真剣乱舞祭2018〜 彩時記 ライブCD付写真集（5月29日、PRIME CAST）「週刊ヤングジャンプ26号」（5月30日、集英社）
「月刊ブシロード」（7月4日、KADOKAWA）「声優MEN(14)」（7月4日、双葉社）
阪本奨悟 セカンド写真集「ただいま。」電子版（7月8日、講談社）「アニメージュ」（7月10日、徳間書店）「オトメディア」（7月10日、学研）
「TVnavi」（7月24日、日本工業新聞社）「TVstation」（7月24日、ダイヤモンド社）
「PICK UP VOICE」（7月26日、EMTG株式会社）「Spoon.2Di」 （7月31日、KADOKAWA）「Audition blue」 2019年10月号（9月1日、白夜書房）
「W! VOL.24（廣済堂ベストムック427号）」(9月28日、廣済堂出版）「Ani-PASS#05」（10月24日、シンコーミュージック・エンタテイメント）
「CUT 2019年12月号」（11月19日、ロッキング・オン）
- 2020

「ARIKA 1st フォトブック」ファンクラブありか会員限定写真集 （6月、アミューズ）
ミュージカル『刀剣乱舞』 歌合 乱舞狂乱 2019 彩時記 ライブCD付写真集（7月22日、PRIME CAST）「TVガイドstage stars vol.11」（8月11日、東京ニュース通信社）「an・an」2215号（9月2日、マガジンハウス）
- 2021

「TVガイドStageStars vol.13」（2月25日、東京ニュース通信社）「an・an」2243号（3月24日、マガジンハウス）
「A-blue THE Stage」（3月31日、白夜書房）「メンズユニットmini Vol.1」（4月1日、秀麗出版）「ザテレビジョンgenic. vol.4」（8月17日、KADOKAWA）
「CUT 2021年9月号」（8月19日、ロッキング・オン）
- 2022

「awesome! Vol.47」（1月27日、シンコーミュージック・エンタテイメント）「Sparkle Vol.49」（6月29日、メディアボーイ）
「ジャンプSQ.」8月号（7月4日、集英社）「TV LIFE」7月22日号（7月6日、ワンパブリッシング）「月刊コミックバンチ」9月号（7月21日、新潮社）
「関西Walker2023冬」（10月27日、KADOKAWA）ミュージカル刀剣乱舞　真剣乱舞祭2022 彩時記（12月22日、PRIME CAST）
- 2023

Sparkle Vol.52」（3月23日、メディアボーイ）「TV LIFE」4月28日号（4月12日、ワンパブリッシング）LEE2023年11月号（10月6日、集英社）「an・an」2371号（11月1日、マガジンハウス）「アニメージュ」12月号（11月10日、徳間書店
- 2024

ミュージカル刀剣乱舞　すえひろがり 乱舞野外祭 彩時記（4月18日、PRIME CAST）「君とゆきて咲く～新選組青春録～ オフィシャルスターターブック 蕾の書 」(4月22日、東京ニュース通信社)「週刊TVガイド」5/17号（5月8日、東京ニュース通信社）
「1OC（イチオシ） Vol.5」（6月18日、宝島社）「awesome!Plus Vol.29」（7月9日、シンコーミュージック・エンタテイメント）
「 Cut 」8月号（7月19日、ロッキングオン）「TVガイドStage Stars vol.27」（7月24日、東京ニュース通信社）
「女性自身」8月20日・27日合併号（8月6日、光文社）「JUNON」10月号（8月22日、主婦と生活社）「週刊女性」9月10日号（8月27日、主婦と生活社）「awesome! Vol.69」（10月31日、シンコーミュージック・エンタテイメント）
- 2025

「えんぶ」2025年４月号（3月7日、えんぶ）「TVガイドStage Stars vol.29」（3月13日、東京ニュース通信社）

### 映像ソフト
- ミュージカル テニスの王子様（マーベラスエンターテイメント）
  - The Progressive Match 比嘉 feat.立海（2008年5月3日）
  - コンサート Dream Live 5th （2008年8月10日）
  - The Imperial Presence 氷帝 feat.比嘉 Ver．4代目青学VS氷帝A（2008年11月22日）
  - The Imperial Presence 氷帝 feat.比嘉 Ver.東京凱旋公演（2009年2月21日）
  - The Treasure Match 四天宝寺 feat. 氷帝（2009年4月11日）
  - DREAM LIVE 6th（2009年7月30日）
- Memo・Real＜メモ・リアル＞DVDシリーズ第一弾阪本奨悟（マーベラスエンターテイメント）
  - 『ボクのプレゼント』《前編》（2009年6月26日）
  - 『キミにプレゼント』《後編》（2009年7月24日）
- THE GAME〜Boy's Film Show〜（アミューズソフトエンタテインメント）
  - 2009年・2010年12月
- 音楽舞闘会「黒執事」-その執事、友好-（2009年12月2日、アニプレックス）
- BLACK PEARL （2010年8月、アミューズソフトエンタテインメント）
- スイッチを押すとき（2012年5月25日、アミューズソフトエンタテインメント）
- ミュージカル『刀剣乱舞』
  - 結びの響、始まりの音（2018年10月17日、PRIME CAST）
  - 真剣乱舞祭2018（2019年5月29日、PRIME CAST）
  - 歌合 乱舞狂乱2019（2020年7月22日、PRIME CAST）
  - 幕末天狼傳2020（2021年4月21日、ユークリッド・エージェンシー）
  - 真剣乱舞祭2022（2023年6月21日、PRIME CAST）
  - (八) 乱舞野外祭（2024年6月26日、PRIME CAST）
  - 和泉守兼定 堀川国広 山姥切国広 参騎出陣 ～八百八町膝栗毛～（2025年5月28日、ユークリッド・エージェンシー）
- シブヤノオト Presents ミュージカル『刀剣乱舞』 -2.5次元から世界へ- 特別編集版（2019年6月25日、NHKエンタープライズ）
- 王室教師ハイネ ‐THE MUSICALII‐（2019年8月30日、エイベックス・ピクチャーズ）
- チョコレート戦争〜朝に道を聞かば夕べに死すとも可なり〜 （2020年6月24日、DMM music）
- 「池袋ウエストゲートパーク」THE STAGE (2021年11月26日、KADOKAWA)
- 演劇調異譚「xxxHOLiC」(2022年4月1日、ネルケプランニング）
- 演劇調異譚「xxxHOLiC」-續- (2023年11月10日、ネルケプランニング）
- 演劇調異譚「xxxHOLiC」-續・再- (2025年9月5日、ネルケプランニング）
- ミュージカル『The View Upstairs -君が見た、あの日-』（2022年8月3日、株式会社アミューズ）
- 『ワールドトリガー the Stage』大規模侵攻編（2023年2月8日、東映ビデオ株式会社）
- 舞台「鬼滅の刃」其ノ肆 遊郭潜入（2024年5月29日、アニプレックス）
- 君とゆきて咲く～新選組青春録～（2025年2月5日、株式会社テレビ朝日）

### 映像ソフト(声優)
- 劇場版「王室教師ハイネ」（2019年6月28日、エイベックス・ピクチャーズ）
- トライナイツ（2020年1月22日、バップ）

### CD 参加作品
- ミュージカル テニスの王子様（T.Y.Entertainment）
  - The Progressive Match 比嘉 feat. 立海（2008年4月23日）
  - コンサート Dream Live 5th（2008年7月16日）
  - The Imperial Presence 氷帝 feat. 比嘉Ver.4代目青学VS氷帝A（2008年11月5日）
  - The Imperial Presence 氷帝 feat. 比嘉Ver.東京凱旋公演（2009年1月7日）
  - The Treasure Match 四天宝寺feat. 氷帝 Ver. 青学4代目VS四天宝寺A（2009年3月25日）
  - リフレッシュ 新たな自分へ〜氷点下の情熱〜THE TOP（2009年4月30日）
  - コンサート Dream Live 6th（2009年7月8日）
- ミュージカル『刀剣乱舞』
  - 決戦の鬨 （2018年9月19日、PRIME CAST）
  - 結びの響、始まりの音 限定盤AB・通常版CD（2018年11月14日、PRIME CAST）
  - Scarlet Lips（2021年5月26日、ユークリッド・エージェンシー）
  - 幕末天狼傳 2020 限定盤AB・通常版CD（2021年6月30日、ユークリッド・エージェンシー）
  - 本丸花暦 (2024年6月10日、公式ファンサイト プレミアム会員限定）
- 劇場版「王室教師ハイネ」オリジナルサウンドトラック（2019年3月27日、エイベックス・ピクチャーズ）
- ファイアーエムブレム エンゲージオリジナルサウンドトラック(2024年3月20日、ポニーキャニオン）

## ディスコグラフィ

### アルバム

#### 配信シングル
| 枚 | 発売日        | タイトル            |
| -- | ------------- | ------------------- |
| 1  | 2018年3月24日 | 下手くそなLOVE SONG |
| 2  | 2018年4月12日 | カラカラな心        |
| 3  | 2019年2月16日 | パラレルな関係      |
| 4  | 2020年7月15日 | 太陽ランナー        |

### タイアップ曲
| 曲名                                      | タイアップ                                                               | 起用年 |
| ----------------------------------------- | ------------------------------------------------------------------------ | ------ |
| しょっぱい涙                              | テレビ東京系アニメ『王室教師ハイネ』OPテーマ                             | 2017年 |
| HELLO                                     | 映画『恋と嘘』主題歌                                                     | 2017年 |
| 恋と嘘〜ぎゅっと君の手を〜                | 映画『恋と嘘』挿入歌                                                     | 2017年 |
| 自分らしく生きていたい それだけなんだけど | テレビドラマ『目玉焼きの黄身 いつつぶす?』EDテーマ                       | 2017年 |
| カラカラな心                              | テレビアニメ『奴隷区 The Animation』OPテーマ                             | 2018年 |
| 夏のビーナス                              | TBS CDTV 2018年7月EDテーマ                                               | 2018年 |
| パラレルな関係                            | 劇場版『王室教師ハイネ』OP主題歌                                         | 2019年 |
| 無限のトライ                              | 日本テレビ系アニメ『トライナイツ』OPテーマ                               | 2019年 |
| 無限のトライ                              | テレビ新潟「ワラエバー どうでもいいけどくすぐる話」10月EDテーマ          | 2019年 |
| 無色                                      | テレビドラマ『チョコレート戦争〜二兎を追うものは一兎をも得ず〜』EDテーマ | 2020年 |
| 太陽ランナー                              | テレビ東京系アニメ『あひるの空』EDテーマ                                 | 2020年 |

#### 楽曲提供
- 「無色-はじまり- song by Shindo Kyohei」by 新堂京平（2020年3月18日、DMM music）